# Ilattia aroa
Ilattia aroa är en fjärilsart som beskrevs av Bethune-Baker 1906. Ilattia aroa ingår i släktet Ilattia och familjen nattflyn. Inga underarter finns listade i Catalogue of Life.